# 1987年第十四号热带低气压
第十四号热带低气压（英語：Tropical Depression Fourteen）是1987年大西洋飓风季的最后一个热带气旋，也是该季破坏程度第三高的风暴。气旋于1987年10月31日在加勒比海成型，然后总体保持北上趋势，进入墨西哥湾后又登陆佛罗里达州，最后于11月4日转变成温带气旋。低气压的移动路线和破坏程度同上半月的飓风弗洛伊德接近。11月1日，气旋达到风力时速55公里、最低气压1004毫巴（百帕，29.65英寸汞柱）的最高强度。但也有部分气压读数表明，第十四号热带低气压有可能曾经达到热带风暴标准。
气旋对牙买加和古巴多个城市及教区构成影响，还在佛罗里达州南部产生极端降水。牙买加的灾情最为严重，有六人丧生，经济损失约为180.2万美元（1987年美元）。低气压在该国导致多起洪灾，部分村庄、道路和桥梁被冲毁，还引发数十起山体滑坡。岛上有多条河流泛滥成灾，其中包括米尼奥河与多格纳河。整场风暴造成的损失可与1986年6月的洪灾相提并论。

## 气象历史
第十四号热带低气压形成前，加勒比海南部上空存在大范围低气压区。10月30日，卫星图像显示低气压区凝聚成热带扰动。气象机构计划于次日早上派侦察机飞入天气系统侦察，但到协调世界时10月31日下午14点时，位于迈阿密的美国国家飓风中心已经根据卫星和地面观测数据把系统归类成热带低气压。该机构的气象学家认为，气旋此时已经进入发展最成熟的时期。
气旋成型后从10月31日晚开始朝西北方向移动，很快就进入尤卡坦半岛附近新形成的上层低气压区覆盖范围。受上层低气压区产生的风切变影响，热带低气压还在发展的下层环流逐渐瓦解。到了11月1日早上，气旋内只剩下漩涡状下层云系围绕附近的环流中心旋转，热带低气压此后无法再保持之前发展出的环流。11月2至3日期间，系统朝东北方向移动，先后穿越牙买加、开曼群岛和古巴，然后进入墨西哥湾南部。

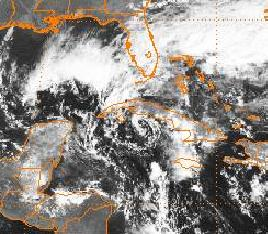
组织混乱的第十四号热带低气压位于古巴附近

系统内偶有对流爆发，11月3日清晨，博卡奇卡（Naval Air Station）的海军航空基地测得每小时80公里风速，这表明低气压有可能已达到热带风暴强度。位于库乔岛的空军基地也测得类似数据。侦察机再度飞入气旋，发现下层气温已经下降，飞行高速层风速达每小时147公里，上层气压已降至998毫巴（百帕，29.47英寸汞柱））。11月3日夜间，热带低气压继续朝东北方向前进，并从坦帕湾附近登陆佛罗里达州。气旋在穿越该州期间大幅减弱，逐渐转变成温带气旋。11月5日进入大西洋后，热带低气压再度消退成低气压区，最终在卡罗莱纳角（Carolina Capes）附近失去踪影。

## 防灾措施和影响
针对第十四号热带低气压发布的山洪爆发警告主要以牙买加地区为中心，气旋之后经过该岛期间产生的降雨量超过230毫米。美国国家飓风中心共向佛罗里达州发出两份热带风暴警告，其中首份于11月1日发出，主要针对佛罗里达礁岛群的中群岛和下群岛至干龟群岛。不过，这份警告只生效24小时就于11月2日中止。第二份热带风暴警告于11月3日发布，生效范围为迈尔斯堡海滩至锡达礁止，同样只持续24小时。气象学家还于11月2日表示，船主应尽量避免进入基拉戈（Key Largo）及周边海域。

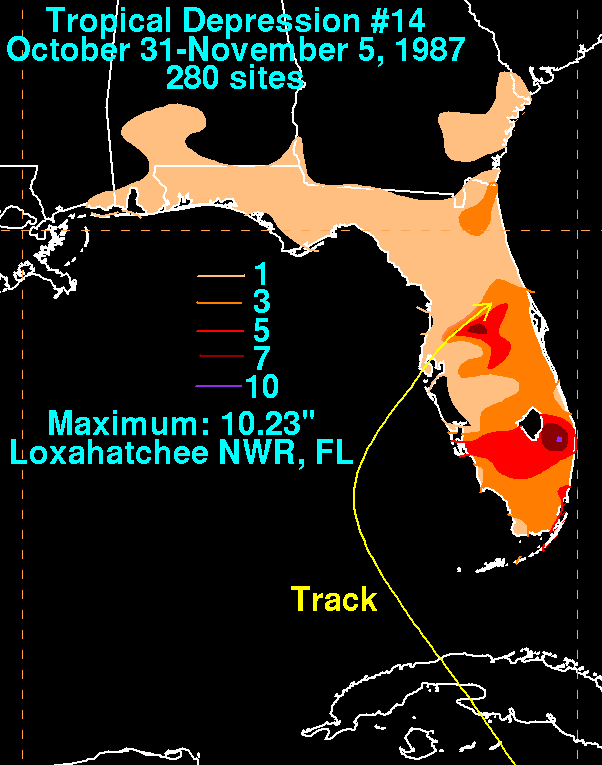
第十四号热带低气压在美国的降水分布

受第十四号热带低气压影响，11月3日库乔岛附近的空军基地测得时速超过110公里的阵风。博卡奇卡的海军航空基地11月2日测得每小时80公里的持续风速，阵风时速也有105公里。古巴以首都哈瓦那所测风速最高，达到每小时30公里，但该国没有阵风数据提供。牙买加京斯敦测得的持续风速为每小时55公里，阵风时速93公里。。另有多艘船只测得热带风暴强度风速，最高达每小时100公里，激起的海浪高达9.9米。
热带低气压行经牙买加岛西侧期间，岛上多地降下暴雨。从10月31日至11月2日的三天里，首都京斯敦的降雨量达259毫米，其中11月1日的降水就有162毫米。。大量降水导致岛上遭受重大破坏，估计有上千人流离失所，只能暂时留在政府开设的避难所。多个住宅区全部被雨水淹没，许多道路因山体滑坡和洪灾而被冲毁，但之后很快就得以修复。牙买加政府还表明有三座桥梁被暴雨引发的洪灾冲毁。。根据政府提供的统计数字，该国的公路和街道一共遭受价值58万7500美元（1987年美元）的破坏，岛屿周边的公共设施所受破坏价值1万1000美元（1987年美元），农业和卫生部门的损失数额分别为83万6000美元和37万2000美元（1987年美元）。整个牙买加遭受的损失总额约为180万2000美元（1987年美元）。此外，气旋还导致六人丧生。
古巴翁达湾测得121毫米降水，首都哈瓦那测得52毫米，萨瓜拉格兰德（Saua La Grande）也有70毫米。低气压抵达美国时虽已大幅消退，但其残留依然在美国东南部多个州产生可观降水，并以佛罗里达州洛克萨哈奇国家野生动物保护区最多，达260毫米。迈阿密测得112毫米降水，塔韦尼埃（Tavarnier）也有150毫米。乔治亚州东部、南卡罗莱纳州南部、密西西比州东部和阿拉巴马州东部的降雨量都超过25毫米，其他地区的降雨量缺乏记载。除牙买加外，古巴和美国的受灾程度很轻，也没有出现人员伤亡。